# Lorenz Karall
Lorenz Karall (Veliki Borištof, 10. kolovoza 1894. − Vujbrštof, općina Matrštof, 17. ožujka 1965.), hrvatski odvjetnik i političar (Kršćansko-socijalna stranka, Domovinska fronta, Austrijska narodna stranka). Od 4. siječnja 1946. do 22. lipnja 1956. bio je predsjednik zemaljske vlade (Landeshauptmann) Gradišća.
Karall je bio član hrvatske manjine i urednik Hrvatski Novina. Od 1927. Karall je bio zastupnik za Kršćansko-socijalnu stranku u Parlamentu Gradišća; 1930. – 1934. pripadao je zemaljskoj vladi Gradišća. U razdoblju "Austrofašizma" 1934. – 1938. bio je član Državnog vijeća.
Nakon Drugog svjetskog rata priključio se Austrijskoj narodnoj stranci, od 1946. do 1956. bio je prvi izabrani (ukupno drugi) predsjednik zemaljske vlade Gradišća u Drugoj Austrijskoj Republici. 1956. napušta aktivnu politiku, 1956. – 1960. bio je prvi predsjednik zemaljskog Parlamenta Gradišća, do 1963. ostao je predsjednik (Parteiobmann) Narodne stranke Gradišća.

## Vanjske poveznice
- Karall, Lorenz, austria-forum.org